# Maria Velcheva
Maria Velcheva est une joueuse d'échecs bulgare née le 14 octobre 1976 à Mezdra.

## Biographie et carrière
Née en 1976, Velcheva remporta le Championnat d'Europe d'échecs junior féminin en 1995.
Grand maître international féminin depuis 1999, Voiska a remporté cinq fois le championnat de Bulgarie féminin de 1996 à 2001.  Velcheva a représenté la Bulgarie lors des 8 olympiades féminines de 1996 à 2010  sans interruption. Au quatrième échiquier (premier échiquier de réserve, remplaçante) de la Bulgarie, elle marqua 8 points sur 10 et remporta la médaille d'argent individuelle à l'olympiade d'échecs de 2004. Elle a également participé à huit championnats d'Europe par équipe féminine d 1999 à 2007, jouant au premier échiquier de la Bulgarie en 2003.
Lors du championnat du monde féminin d'échecs 2008, Velcheva fut battue au premier tour par l'Ukrainienne Anna Mouzytchouk.